# Kammersrohr
Kammersrohr est une commune suisse du canton de Soleure, située dans le district de Lebern.

## Géographie
Le territoire de Kammersrohr s'étend sur 0,95 km2. Lors du relevé de 2013-2018, les surfaces d'habitations et d'infrastructures représentaient 4,2 % de sa superficie, les surfaces agricoles 54,7 % et les surfaces boisées 40,0 %.

## Histoire

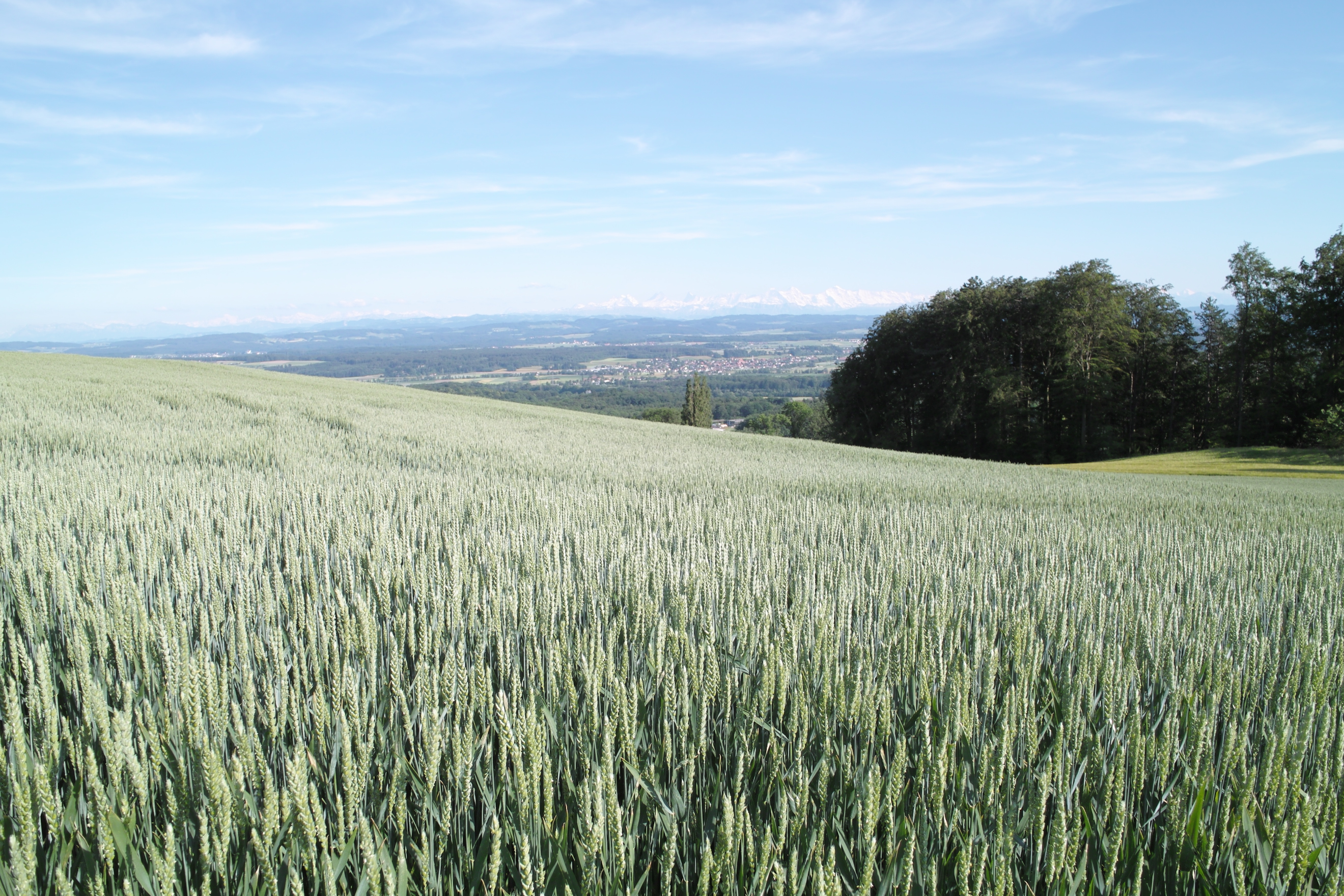
Champ à Kammersrohr avec vue sur les Alpes bernoises.

Des découvertes néolithiques (tessons, charbon de bois) faites dans les années 1950 témoignent de la présence d'hommes dans la région de Kammersrohr dès l'époque préhistorique. Deux tessons ont été attribués à l'âge du bronze. Aucune découverte de l'époque romaine ou du début du Moyen Âge n'a cependant été faite à Kammersrohr.
Au Moyen Âge, Kammersrohr est un Steckhof — une ferme n'appartenant à aucune commune — et dépend à partir d'environ 1050 de la seigneurie de Balm de la famille noble du même nom. Après que Rodolphe II de Balm participe en 1308 à l'assassinat du roi Albrecht Ier, la mise au ban de l'Empire est prononcée contre lui en 1309 et toute la seigneurie est confisquée. La seigneurie de Balm et donc Kammersrohr revient ensuite comme fief impérial à Otto de Strassberg. La première mention documentée de Kammersrohr date de 1374 sous le nom de « ze Rore ». D'autres formes sont attestées : « Ror », « Rore » ou « Hof ze Ror ». Après différents changements de propriétaires, le village passe en 1414 à la ville de Soleure, qui a déjà acquis en 1411 les seigneuries voisines de Bipp, Erlinsburg et Wiedlisbach.
Depuis 1344 déjà, la ville détient la haute juridiction sur Kammersrohr. La ferme de Rore est à plusieurs reprises donnée en fief à des citoyens de Soleure. En 1428, un litige oppose un certain Heini Kammer de Rore au bourgeois soleurois Jakob von Wengen. Kammer, qui possède la moitié de la ferme en tant que fief héréditaire des von Wengen, perd alors son fief car il a prêté la ferme sans auteurisation. Le nom actuel de la commune dérive de la famille Kammer mais il n'est attesté que dans des documents du XVIe siècle. Dans Solothurnische Ortsnamen, le spécialiste des noms Rolf Max Kully met en discussion la possibilité que le nom de la famille Kammer puisse être assimilé au nom de famille « Kamber », répandu dans le canton de Soleure, et qu'il soit dérivé des rochers « Chambenflüe » situés au-dessus de Kammersrohr, sur le sol de Günsberg. D'autre part, selon Kully, les Chambenflüe pourraient également être des « Kamm(b)erflühe ».

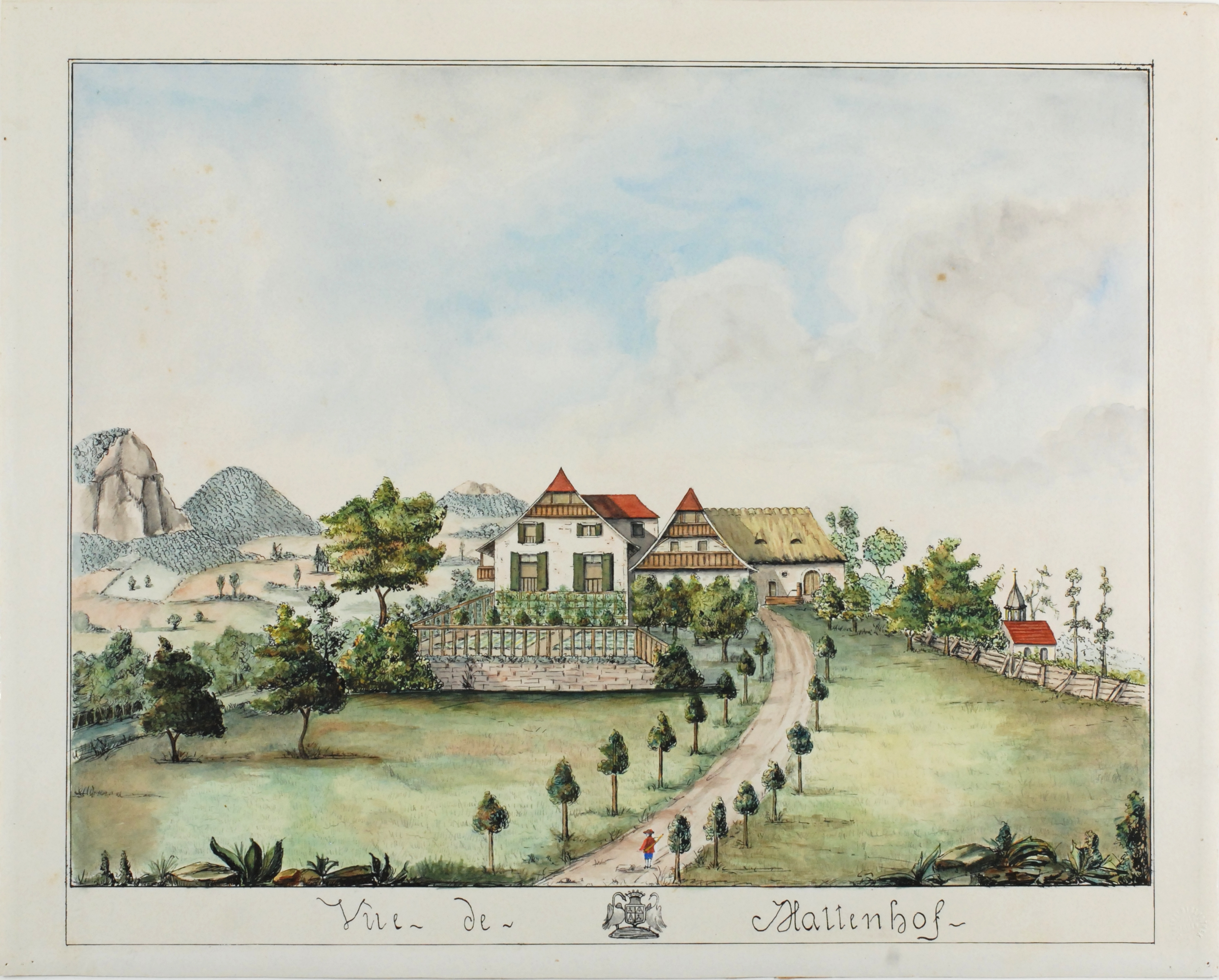
Mittlerer Mattenhof au XVIIIe siècle, copie d'une veduta, env. 1800-1830

Au XVe siècle, le village dépend du bailliage de Balm ; à partir de 1487, il fait partie du bailliage de Flumenthal. La frontière entre Kammersrohr et la commune bernoise d'Attiswil, respectivement l'office de Bipp, fait régulièrement l'objet d'incertitudes et de litiges. Des bornes conservées témoignent de la dernière grande rectification de la frontière en 1762. Après l'effondrement de l'Ancien Régime en 1798, Kammersrohr fait partie du district administratif de Soleure pendant la République helvétique et du district de Lebern à partir de 1803.
Dans la première moitié du XIXe siècle, le statut de commune de Kammersrohr n'est pas encore décidé. Il existe d'une part une décision du Petit Conseil soleurois, datant de l'époque de la Médiation, dans laquelle il est question de la « commune de Kammersrohr », et d'autre part, une autre décision stipule que Kammersrohr n'est pas une commune à proprement parler. Dans sa description du canton de Soleure en 1836, Urs Peter Strohmeier traite Kammersrohr comme appartenant à Flumenthal avec Hubersdorf. À cette époque, plusieurs personnes se voient accorder le droit de cité de Kammersrohr par le conseil. Après avoir discuté en 1839, à l'occasion d'une autre demande de naturalisation, si Kammersrohr pouvait accueillir des citoyens, les relations entre Hubersdorf et Kammersrohr sont finalement clarifiées et Kammersrohr est expressément reconnue comme commune indépendante en 1840. Par la suite, les naturalisations sont nombreuses à Kammersrohr, car les candidats à la naturalisation peuvent y obtenir le droit de cité du canton de Soleure à des coûts relativement faibles. Comme la ville de Soleure exige des émoluments nettement moins élevés pour la naturalisation des citoyens cantonaux que pour celle des étrangers, l'obtention du droit de cité tant convoité de la ville de Soleure devient ainsi nettement moins chère. En 1904 encore, le Dictionnaire géographique de la Suisse écrit : « Ici, les étrangers se naturalisent souvent en raison des émoluments peu élevés ».
Sur décision du Grand Conseil soleurois, Kammersrohr doit être rattaché à Hubersdorf au 1er janvier 1901, car ni la bourgeoisie ni la commune de Kammersrohr sont en mesure de désigner des organes communaux conformes à la loi. La commune bourgeoise et la commune des habitants de Hubersdorf déposent un recours de droit public commun contre cette décision auprès du Tribunal fédéral, qui est dirigé « principalement contre les conséquences négatives possibles pour la commune bourgeoise de Hubersdorf en ce qui concerne l'entretien des pauvres ». Le Tribunal fédéral accepte le recours et annule la décision du Grand Conseil car une fusion sans l'accord des communes concernées n'est pas compatible avec l'article 53 de la Constitution du canton de Soleure de 1887, selon lequel les communes ne pouvaient être modifiées que sur demande des intéressés,.
Depuis la fusion de la commune bourgeoise et de la commune des habitants en 1995, Kammersrohr est la première commune unifiée du canton de Soleure.
Fin avril 2015, le conseil communal de Kammersrohr annonce qu'il souhaite fusionner avec Hubersdorf, Günsberg ou la commune de Feldbrunnen-Sankt Niklaus, qui n'est pas directement voisine, pour le début de l'année 2016, en raison du manque de personnes intéressées qui pourraient à l'avenir se mettre à disposition pour siéger au conseil communal. Les présidents des trois communes partenaires potentielles de la fusion se montrent alors surpris par la demande de Kammersrohr, qui prévoit un calendrier très serré pour l'étude du projet de fusion. Lors de l'assemblée communale du 22 juin 2015, le conseil communal est mandaté pour entamer des négociations de fusion avec Feldbrunnen, Günsberg et Hubersdorf. En septembre 2015, ces négociations sont provisoirement interrompues, la loi ne prévoyant pas de vote pouvant décider du choix des communes fusionnant. Le président de commune Terry Spillmann déclare alors que le projet de fusion n'est pas abandonné, mais qu'il est passé au second plan.

## Héraldique
| Blason | Blasonnement : « D'argent au trident de sinople, deux roseaux de sinople avec deux feuilles chacun et des épis de Sable, surmontés d'une étoile de gueules à six branches. » |

Les armoiries de Kammersrohr sont fixées par une décision de l'assemblée communale du 26 janvier 1941. Elles dérivent d'un sceau de 1819, dans lequel on trouve les mêmes figures sans indication de couleur. Sur des seaux à incendie de 1843, on trouve les armoiries dans une version sans étoile.